# Hawley Bennett-Awad
Hawley Bennett-Awad (Murrayville, 6 de mayo de 1977) es una jinete canadiense que compitió en la modalidad de concurso completo.
Ganó una medalla de plata en el Campeonato Mundial de Concurso Completo de 2010 y una medalla de plata en los Juegos Panamericanos de 2011, ambas en la prueba por equipos.

## Palmarés internacional
| Campeonato Mundial   | Campeonato Mundial         | Campeonato Mundial | Campeonato Mundial |
| Año                  | Lugar                      | Medalla            | Categoría          |
| -------------------- | -------------------------- | ------------------ | ------------------ |
| 2010                 | Lexington (Estados Unidos) | Medalla de plata   | Por equipos        |
| Juegos Panamericanos |                            |                    |                    |
| Año                  | Lugar                      | Medalla            | Categoría          |
| 2011                 | Guadalajara (México)       | Medalla de plata   | Por equipos        |